# Wereldkampioenschap halve marathon 2009

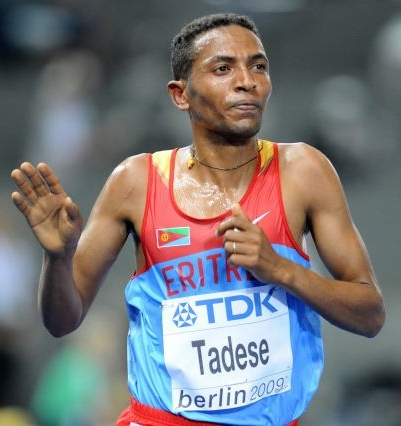
Zersenay Tadesse, de winnaar bij de mannen

Het wereldkampioenschap halve marathon 2009 vond plaats op 11 oktober 2009. De wedstrijd werd georganiseerd door de IAAF en werd gehouden in de Britse stad Birmingham. Het was de derde keer dat dit kampioenschap in Groot-Brittannië plaatsvond.
Bij de mannen werd er gestart om 9:00 en bij de vrouwen om 9:30. Het parcours was identiek aan dat van de halve marathon van Birmingham. Deze loop ging op dezelfde dag met 12.068 lopers van start, maar een half uur later dan de vrouwen elitelopers. Bij de mannen gingen 98 van de 99 aangemelde atleten van start, waarvan er 94 de finish haalden. Bij de vrouwen kwamen alle 59 aangemelde atletes ook daadwerkelijk aan de finish. Het aantal van 47 deelnemende landen was het hoogste in de geschiedenis van dit kampioenschap. Voor zowel de mannen als de vrouwen werd naast een individueel ook een teamklassement opgesteld. De klassering van een land werd berekend aan de hand van de totaaltijd van de drie snelste lopers van dit land.
De wedstrijd bij de mannen werd net als drie eerdere edities beslist door de Eritrees Zersenay Tadese. Hij bleef met een tijd van 59.35 de Keniaan ruimschoots Bernard Kipyego voor. Bij de vrouwen won de Keniaanse Mary Keitany de wedstrijd en bleef met een tijd van 1:06.36 iets minder dan een minuut voor haar landgenote Philes Ongori.

## Prijzengeld
De IAAF stelde 245.000 dollar prijzen geld beschikbaar, hetgeen gestaffeld werd uitgeloofd aan de eerste zes atleten, atletes en teams.
| plaats | individueel | team     |
| ------ | ----------- | -------- |
| 1e     | $ 30.000    | $ 15.000 |
| 2e     | $ 15.000    | $ 12.000 |
| 3e     | $ 10.000    | $ 9000   |
| 4e     | $ 7000      | $ 7500   |
| 5e     | $ 5000      | $ 6000   |
| 6e     | $ 3000      | $ 3000   |

## Uitslagen

### Mannen

#### Individueel
| Rang   | Atleet                 | Land | Tijd    | Opmerkingen |
| ------ | ---------------------- | ---- | ------- | ----------- |
| Goud   | Zersenay Tadese        | ERI  | 59.35   | CR          |
| Zilver | Bernard Kipyego        | KEN  | 59.59   |             |
| Brons  | Dathan Ritzenhein      | USA  | 1:00.00 | PB          |
| 4      | Wilson Kipsang         | KEN  | 1:00.08 |             |
| 5      | Samuel Tsegay          | ERI  | 1:00.17 | PB          |
| 6      | Wilson Chebet          | KEN  | 1:00.59 |             |
| 7      | Kiplimo Kimutai        | KEN  | 1:01.31 | SB          |
| 8      | Stephen Mokoka         | RSA  | 1:01.36 |             |
| 9      | Juan Carlos Romero     | MEX  | 1:01.48 | PB          |
| 10     | Sammy Kitwara          | KEN  | 1:01.59 |             |
| 11     | Tilahun Regassa        | ETH  | 1:02.08 | SB          |
| 12     | Dereje Tesfaye         | ETH  | 1:02.09 |             |
| 13     | Rachid Kisri           | MAR  | 1:02.11 | PB          |
| 14     | Abebe Negewo           | ETH  | 1:02.25 | PB          |
| 15     | Fabiano Joseph         | TAN  | 1:02.25 | SB          |
| 16     | Marco Joseph           | TAN  | 1:02.41 | PB          |
| 17     | Marilson dos Santos    | BRA  | 1:02.41 | SB          |
| 18     | Daniele Meucci         | ITA  | 1:02.43 | PB          |
| 19     | Abrha Adhanom          | ERI  | 1:02.47 | PB          |
| 20     | Andrew Carlson         | USA  | 1:02.50 |             |
| 21     | Yukihiro Kitaoka       | JPN  | 1:02.50 |             |
| 22     | Fouad Larhiouch        | FRA  | 1:02.55 | PB          |
| 23     | James Theuri           | FRA  | 1:02.55 |             |
| 24     | Martin Toroitich       | UGA  | 1:02.55 | SB          |
| 25     | Ryosuke Fukuyama       | JPN  | 1:03.00 |             |
| 26     | Andrew Lemoncello      | GBR  | 1:03.03 | PB          |
| 27     | Moses Aliwa            | UGA  | 1:03.06 |             |
| 28     | Yoshinori Oda          | JPN  | 1:03.09 |             |
| 29     | Olebogeng Masire       | RSA  | 1:03.13 |             |
| 30     | Mourad Marofit         | MAR  | 1:03.22 | SB          |
| 31     | Shamba Gitimi          | TAN  | 1:03.23 | SB          |
| 32     | Atsushi Sato           | JPN  | 1:03.25 |             |
| 33     | Jackson Kiprop         | UGA  | 1:03.31 |             |
| 34     | Simon Munyutu          | FRA  | 1:03.33 |             |
| 35     | Solomon Tsige          | ETH  | 1:03.33 | SB          |
| 36     | Mbongeni Ngxazozo      | RSA  | 1:03.47 |             |
| 37     | Sylvain Rukundo        | RWA  | 1:03.59 | SB          |
| 38     | James Carney           | USA  | 1:04.00 | SB          |
| 39     | Jean Baptiste Simukeka | RWA  | 1:04.02 | PB          |
| 40     | Gervais Hakizimana     | RWA  | 1:04.04 |             |
| 41     | Eric Sebahire          | RWA  | 1:04.09 | PB          |
| 42     | Jeffrey Gwebu          | RSA  | 1:04.11 |             |
| 43     | Jeff Hunt              | AUS  | 1:04.16 |             |
| 44     | Tesfahiwet Gebretinsae | ERI  | 1:04.17 | PB          |
| 45     | Giomar da Silva        | BRA  | 1:04.20 |             |
| 46     | Mark Miles             | GBR  | 1:04.21 |             |
| 47     | Yemane Teame           | ERI  | 1:04.23 | PB          |
| 48     | Giovanni Ruggiero      | ITA  | 1:04.24 |             |
| 49     | Ahmed Baday            | MAR  | 1:04.42 |             |
| 50     | Abdellah Taghrafet     | MAR  | 1:04.46 |             |
| 51     | Miguel Ángel Gamonal   | ESP  | 1:04.47 |             |
| 52     | Denis Curzi            | ITA  | 1:04.51 | SB          |
| 53     | John Cusi              | PER  | 1:04.56 |             |
| 54     | Joe McAlister          | IRL  | 1:04.57 | PB          |
| 55     | Matt Loiselle          | CAN  | 1:04.59 |             |
| 56     | Francesco Bona         | ITA  | 1:05.01 |             |
| 57     | Arturo Regules         | MEX  | 1:05.09 |             |
| 58     | Sergio Reyes           | MEX  | 1:05.11 | PB          |
| 59     | Jaime Caldua           | PER  | 1:05.16 |             |
| 60     | Phil Wicks             | GBR  | 1:05.18 |             |
| 61     | David Ramard           | FRA  | 1:05.23 |             |
| 62     | Daniele Caimmi         | ITA  | 1:05.23 | SB          |
| 63     | Andi Jones             | GBR  | 1:05.37 |             |
| 64     | Brett Gotcher          | USA  | 1:05.43 |             |
| 65     | Cristinel Irimia       | ROU  | 1:05.51 |             |
| 66     | Keenetse Moswasi       | BOT  | 1:05.59 | SB          |
| 67     | Tomomi Itakura         | JPN  | 1:06.00 |             |
| 68     | Benoit Holzerny        | FRA  | 1:06.00 |             |
| 69     | Constantino León       | PER  | 1:06.05 |             |
| 70     | Scotty Bauhs           | USA  | 1:06.07 | SB          |
| 71     | Godiraone Nthompe      | BOT  | 1:06.07 | PB          |
| 72     | Ndabili Bashingili     | BOT  | 1:06.08 | SB          |
| 73     | Rapula Diphoko         | BOT  | 1:06.12 | PB          |
| 74     | Pablo Villalobos       | ESP  | 1:06.17 |             |
| 75     | Gareth Raven           | GBR  | 1:06.51 |             |
| 76     | Kaelo Mosalagae        | BOT  | 1:07.10 | SB          |
| 77     | Wu Shiwei              | CHN  | 1:07.14 |             |
| 78     | João de Lima           | BRA  | 1:07.14 |             |
| 79     | Franck de Almeida      | BRA  | 1:07.44 |             |
| 80     | Daglas Mashili         | ZAM  | 1:07.56 | SB          |
| 81     | Taivo Püi              | EST  | 1:07.58 | PB          |
| 82     | Edmundo Torres         | PER  | 1:08.12 |             |
| 83     | José Francisco Chávez  | CRC  | 1:08.41 | PB          |
| 84     | César Lizano           | CRC  | 1:09.08 | PB          |
| 85     | Xolisa Tyali           | RSA  | 1:09.12 |             |
| 86     | Chan Ka Ho             | HKG  | 1:10.17 | SB          |
| 87     | Fernando Rey           | ESP  | 1:10.18 |             |
| 88     | Marcel Tschopp         | LIE  | 1:10.28 | SB          |
| 89     | Ronnie Holassie        | TRI  | 1:11.18 | SB          |
| 90     | Gaylord Silly          | SEY  | 1:11.57 |             |
| 91     | Simon Labiche          | SEY  | 1:12.01 | SB          |
| 92     | Mengi Patou            | COD  | 1:12.17 | PB          |
| 93     | Andrew Pollando        | UGA  | 1:14.00 | PB          |
| 94     | Chan Chan Kit          | MAC  | 1:28.04 | SB          |
| —      | Haylu Mekonnen         | ETH  | DNF     |             |
| —      | Gary Murray            | IRL  | DNF     |             |
| —      | Mohamed Isak           | SOM  | DNF     |             |
| —      | Perhat Annagylyjov     | TKM  | DNF     |             |
| —      | Damian Paul Chopa      | TAN  | DNS     |             |

#### Team
| Rang | Team                                                              | Tijd                            |
| ---- | ----------------------------------------------------------------- | ------------------------------- |
| 1    | KEN Bernard Kipyego (2e) Wilson Kipsang (4e) Wilson Chebet (6e)   | 3:01.06 059.59 1:00.08 1:00.59  |
| 2    | ERI Zersenay Tadese (1e) Samuel Tsegay (5e) Adhanom Abraha (19e)  | 3:02.39 059.35 1:00.17 1:02.47  |
| 3    | ETH Tilahun Regassa (11e) Dereje Tesfaye (12e) Abebe Negewo (14e) | 3:06.42 1:02.08 1:02.09 1:02.25 |

In totaal namen 18 mannenteams deel.

### Vrouwen

#### Individueel
| Rang   | Atlete                    | Land | Tijd    | Opmerkingen |
| ------ | ------------------------- | ---- | ------- | ----------- |
| Goud   | Mary Keitany              | KEN  | 1:06.36 | CR          |
| Zilver | Philes Ongori             | KEN  | 1:07.38 | PB          |
| Brons  | Aberu Kebede              | ETH  | 1:07.39 | PB          |
| 4      | Caroline Cheptanui Kilel  | KEN  | 1:08.16 | PB          |
| 5      | Mestawet Tufa             | ETH  | 1:09.11 | PB          |
| 6      | Tirfi Tsegaye             | ETH  | 1:09.24 | PB          |
| 7      | Kimberley Smith           | NZL  | 1:09.35 | NR          |
| 8      | Filomena Cheyech Daniel   | KEN  | 1:09.44 |             |
| 9      | Silvia Skvortsova         | RUS  | 1:09.56 | SB          |
| 10     | Amy Yoder Begley          | USA  | 1:10.09 | PB          |
| 11     | Yurika Nakamura           | JPN  | 1:10.19 |             |
| 12     | Ryoko Kizaki              | JPN  | 1:10.32 |             |
| 13     | Workitu Ayanu             | ETH  | 1:10.35 | PB          |
| 14     | René Kalmer               | RSA  | 1:10.37 | PB          |
| 15     | Remi Nakazato             | JPN  | 1:10.40 |             |
| 16     | Serena Burla              | USA  | 1:10.55 | PB          |
| 17     | Analía Rosa               | POR  | 1:11.08 | PB          |
| 18     | Peninah Arusei            | KEN  | 1:11.10 |             |
| 19     | Annerien van Schalkwyk    | RSA  | 1:11.26 | PB          |
| 20     | Dulce María Rodríguez     | MEX  | 1:11.32 | SB          |
| 21     | Abebu Gelan               | ETH  | 1:11.33 |             |
| 22     | Elza Kireeva              | RUS  | 1:11.34 | PB          |
| 23     | Furtuna Zegergish         | ERI  | 1:11.56 |             |
| 24     | Claire Hallissey          | GBR  | 1:12.14 |             |
| 25     | Yukiko Akaba              | JPN  | 1:12.20 |             |
| 26     | Irina Timofejeva          | RUS  | 1:12.38 | SB          |
| 27     | Olivera Jevtić            | SRB  | 1:12.44 |             |
| 28     | Hiroko Shoi               | JPN  | 1:12.46 |             |
| 29     | Maria Sig Møller          | DEN  | 1:12.50 | PB          |
| 30     | Cassie Fien               | AUS  | 1:12.55 |             |
| 31     | Galina Aleksandrova       | RUS  | 1:13.01 |             |
| 32     | Amy Hastings              | USA  | 1:13.20 | PB          |
| 33     | Michelle Ross-Cope        | GBR  | 1:13.50 |             |
| 34     | Alina Istudora            | ROU  | 1:14.01 | PB          |
| 35     | Emma Quaglia              | ITA  | 1:14.11 | SB          |
| 36     | Nyakisi Adero             | UGA  | 1:14.17 |             |
| 37     | Heidi Westover/Westerling | USA  | 1:14.22 |             |
| 38     | Marisol Romero            | MEX  | 1:14.26 | PB          |
| 39     | Poppy Mlambo              | RSA  | 1:14.27 | PB          |
| 40     | Inés Melchor              | PER  | 1:14.33 | PB          |
| 41     | Jimena Misayauri          | PER  | 1:14.47 |             |
| 42     | Ivana Iozzia              | ITA  | 1:14.52 |             |
| 43     | Gemma Miles               | GBR  | 1:14.56 |             |
| 44     | Alyson Dixon              | GBR  | 1:15.19 |             |
| 45     | Rebecca Robinson          | GBR  | 1:16.21 |             |
| 46     | Claudette Mukasakindi     | RWA  | 1:16.31 | PB          |
| 47     | Elva Dryer                | USA  | 1:16.42 |             |
| 48     | Nuța Olaru                | ROU  | 1:16.56 |             |
| 49     | Hortencia Arazapalo       | PER  | 1:17.27 |             |
| 50     | Maria Baldaia             | BRA  | 1:18.32 | SB          |
| 51     | Julia Rivera              | PER  | 1:18.51 |             |
| 52     | Caroline Desprez          | FRA  | 1:19.06 |             |
| 53     | Elizet Banda              | ZAM  | 1:19.07 | NR          |
| 54     | Judith Ramírez            | MEX  | 1:19.41 |             |
| 55     | Caitriona Jennings        | IRL  | 1:20.47 |             |
| 56     | Liu Yingjie               | CHN  | 1:24.29 | PB          |
| 57     | Chao Fong Leng            | MAC  | 1:31.47 | NR          |
| 58     | Simone Zapha              | SEY  | 1:38.58 | PB          |
| —      | Inga Abitova              | RUS  | DQ      | [ 1 ]       |

#### Team
| Rang | Team                                                                   | Tijd                            |
| ---- | ---------------------------------------------------------------------- | ------------------------------- |
| 1    | KEN Mary Keitany (1e) Philes Ongori (2e) Caroline Cheptanui Kilel (4e) | 3:22.30 1:06.36 1:07.38 1:08.16 |
| 2    | ETH Aberu Kebede (3e) Mestawet Tufa (5e) Tirfi Tsegaye (6e)            | 3:26.14 1:07.39 1:09.11 1:09.24 |
| 3    | RUS Inga Abitova (9e) Silwija Skworzowa (10e) Elsa Kirejewa (23e)      | 3:31.23 1:09.53 1:09.56 1:11.34 |

In totaal namen er negen vrouwenteams deel.

## Medailleoverzicht
| Rang | Land             | Goud | Zilver | Brons | Totaal |
| ---- | ---------------- | ---- | ------ | ----- | ------ |
| 1    | Kenia            | 3    | 2      | 0     | 5      |
| 2    | Eritrea          | 1    | 1      | 0     | 2      |
| 3    | Ethiopië         | 0    | 1      | 2     | 3      |
| 4    | Verenigde Staten | 0    | 0      | 1     | 1      |
| 4    | Rusland          | 0    | 0      | 1     | 1      |
|      | Totaal           | 4    | 4      | 4     | 12     |

## Afkortingen
- CR = Kampioenschapsrecord
- NR = Nationaal record
- PB = Persoonlijk record
- SB = Beste seizoensprestatie
- WR = Wereldrecord

1992 · 
1993 · 
1994 · 
1995 · 
1996 · 
1997 · 
1998 · 
1999 · 
2000 · 
2001 · 
2002 · 
2003 · 
2004 · 
2005 · 
2006 · 
2007 · 
2008 · 
2009 · 
2010 ·
2012 ·
2014 ·
2016 ·
2018